# من دیوونه می‌شم
«من دیوونه می‌شم» (به انگلیسی: I Get Crazy) ترانه‌ای از خواننده رپ اهل ترینیداد و توباگو نیکی میناژ است. این ترانه با حضور لیل وین ضبط شده‌است. این ترانه در آلبوم بیم می آپ اسکاتی حضور داشت.